# Neoisoglossa agnita
Neoisoglossa agnita är en skalbaggsart som först beskrevs av Thomas Casey 1911.  Neoisoglossa agnita ingår i släktet Neoisoglossa och familjen kortvingar. Inga underarter finns listade i Catalogue of Life.